# Bannocks
Les Bannocks ou Banates sont un peuple amérindien qui vivait traditionnellement dans la partie nord du Grand Bassin, c'est-à-dire le sud-est de l'Oregon et le sud de l'Idaho. Ils parlent la langue païute du Nord et sont apparentés à la tribu des Païutes du Nord. Certains ethnologues considèrent qu'ils font partie des bandes païutes les plus nordiques. Les Bannocks ont développé une culture du cheval en relation forte avec les Shoshones du Nord.
Révoltés par leur condition de vie sur la réserve de Fort Hall au sud de l'Idaho, ils se livrèrent à la guerre des Bannocks en 1878. Retournés sur leur réserve après la guerre, ils se sont peu à peu mêlés aux Shoshones du Nord qui la partageaient avec eux.
Ils vivent encore aujourd'hui sur cette réserve de 2 201 km2.